# Région centrale (Singapour)

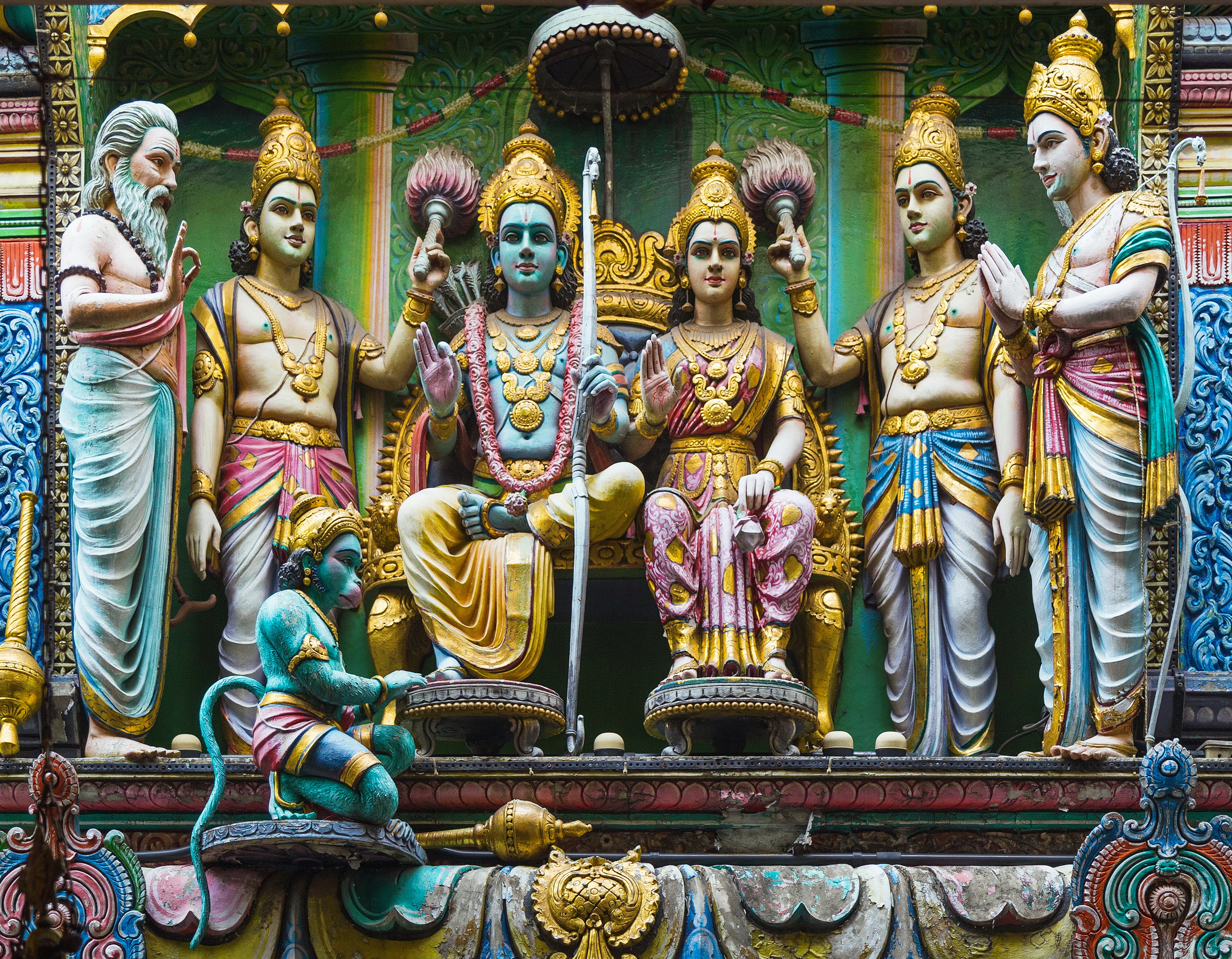
Statues hindoues, temple Sri Krishnan, quartier Rochor.

La Région centrale est l'une des cinq régions qui constituent la cité-État de Singapour. Elle s'étend sur 132,7 km2 et joue avant tout un rôle commercial, bien qu'elle contienne également 335 400 résidences de différentes sortes. Des espaces verts couvrent environ 10 km2.